# Ładunek kumulacyjny

Animacja demonstrująca działanie ładunku kumulacyjnego

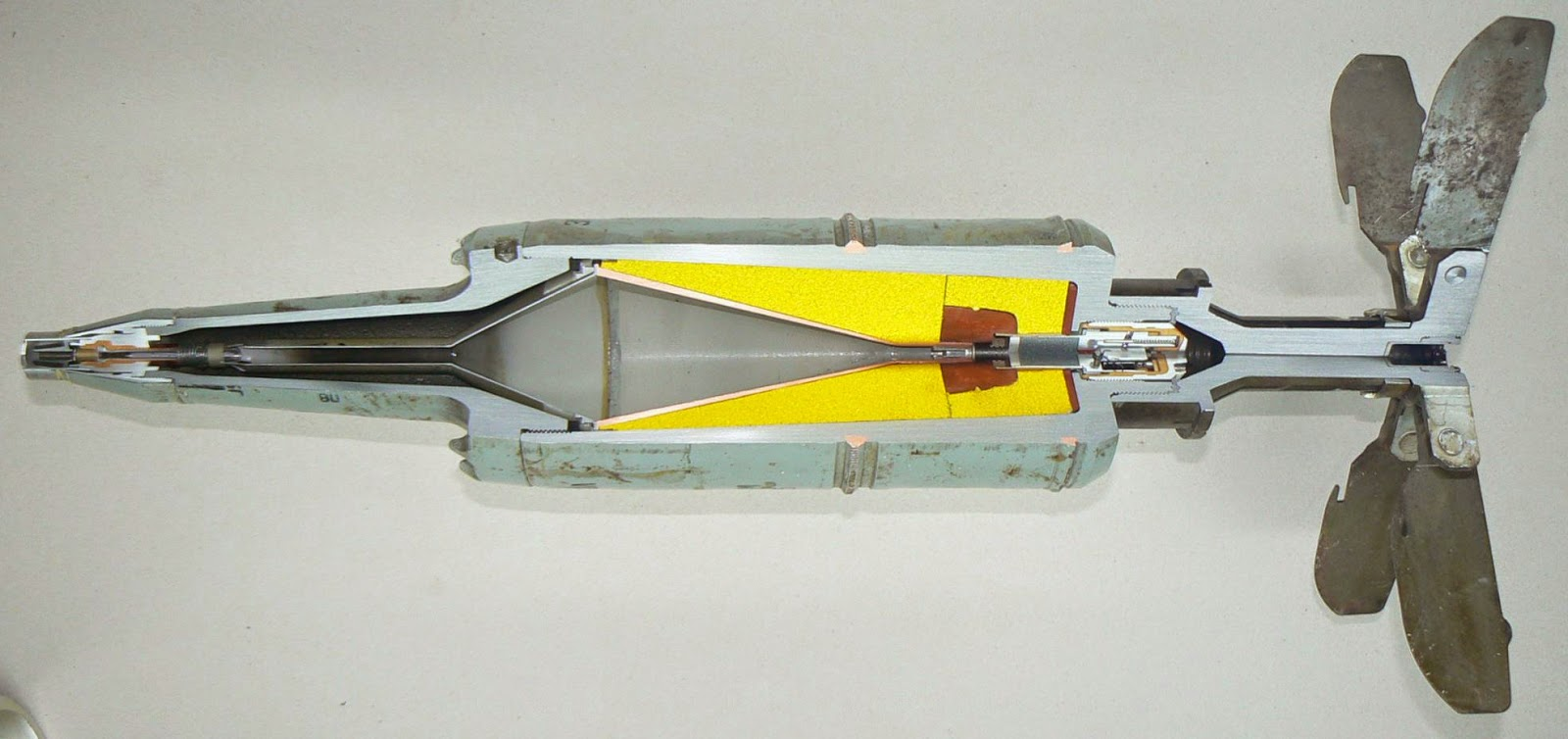
Przekrój pocisku kumulacyjnego

Ładunek kumulacyjny – rodzaj ładunku wybuchowego, ukształtowany w taki sposób, by koncentrować falę uderzeniową podczas detonacji w wąski strumień o bardzo wysokiej energii, co wykorzystuje się do przebijania twardych materiałów (np. pancerzy pojazdów bojowych); najczęściej stosowany w głowicach bojowych pocisków, granatów i min.

## Historia
Pracę nad ładunkiem kumulacyjnym podjęto w końcu XIX wieku (po wynalezieniu przez Alfreda Nobla w 1867 roku spłonki detonującej). Amerykanin Charles E. Munroe w 1888 roku na stalowej płycie zdetonował ładunek kumulacyjny z wklęsłymi wydrążeniami odtwarzającymi litery U. S. N. (United States Navy). Odwzorowane one zostały w postaci wyraźnych kraterów. Niemcy von Foerster i Bloem zajmowali się ładunkiem w Europie i w latach 1911–1912 opatentowali ładunki wybuchowe z wydrążeniem. M. Neuman w 1911 roku zdetonował dwa cylindryczne (wypełnione trotylem) ładunki wybuchowe. Jeden bez wydrążenia o masie 3100 g, a drugi z wydrążeniem o masie 2470 g, wykazując w tym przypadku zwiększenie głębokości krateru.  

## Konstrukcja
Ładunek kumulacyjny złożony jest z wydrążonego na kształt stożka ładunku wybuchowego (kąt stożka przy wierzchołku – ostry; przy większych kątach stożka pojawia się efekt EFP – ang. Explosive Formed Projectile) oraz tzw. wkładki kumulacyjnej (znajdującej się w wydrążonym miejscu – jest ona częścią czołową ładunku kumulacyjnego). Jest ona najczęściej miedziana. Ładunki wykonywane są z materiałów wybuchowych, które charakteryzują się dużą prędkością detonacji (oktogen, pentryt flegmatyzowany, heksogen, pentolit, który jest mieszaniną pentrytu i trotylu, heksolit jako mieszanina heksogenu i trotylu) i zaopatruje się go w wykonaną z tworzywa sztucznego przesłonę celem lepszego ukierunkowania fali detonacyjnej. 

## Zastosowanie
Ma zastosowanie w artyleryjskich i rakietowych pociskach przeciwpancernych, granatach przeciwpancernych, minach. 
Używane są również w hutnictwie do przebijania otworów spustowych i w górnictwie do przebijania twardych stali. Do przecinania bloków metalowych i liniowego cięcia blach stosuje się wydłużone ładunki kumulacyjne. 
Po trafieniu w cel eksplozja ładunku formuje z wkładki cienki strumień metalu, poruszający się z dużą prędkością. Ładunki kumulacyjne były wykorzystywane między innymi przez niemieckich komandosów w opanowaniu belgijskiego fortu Eben-Emael, części twierdzy Liège nad Kanałem Alberta. 
Ładunek 25-kilogramowy przebijał beton o grubości do 50 cm. Stosowany jest do przebijania pancerzy jako ładunek o skumulowanej dużej sile działania na małą powierzchnię.